# 坦克历史

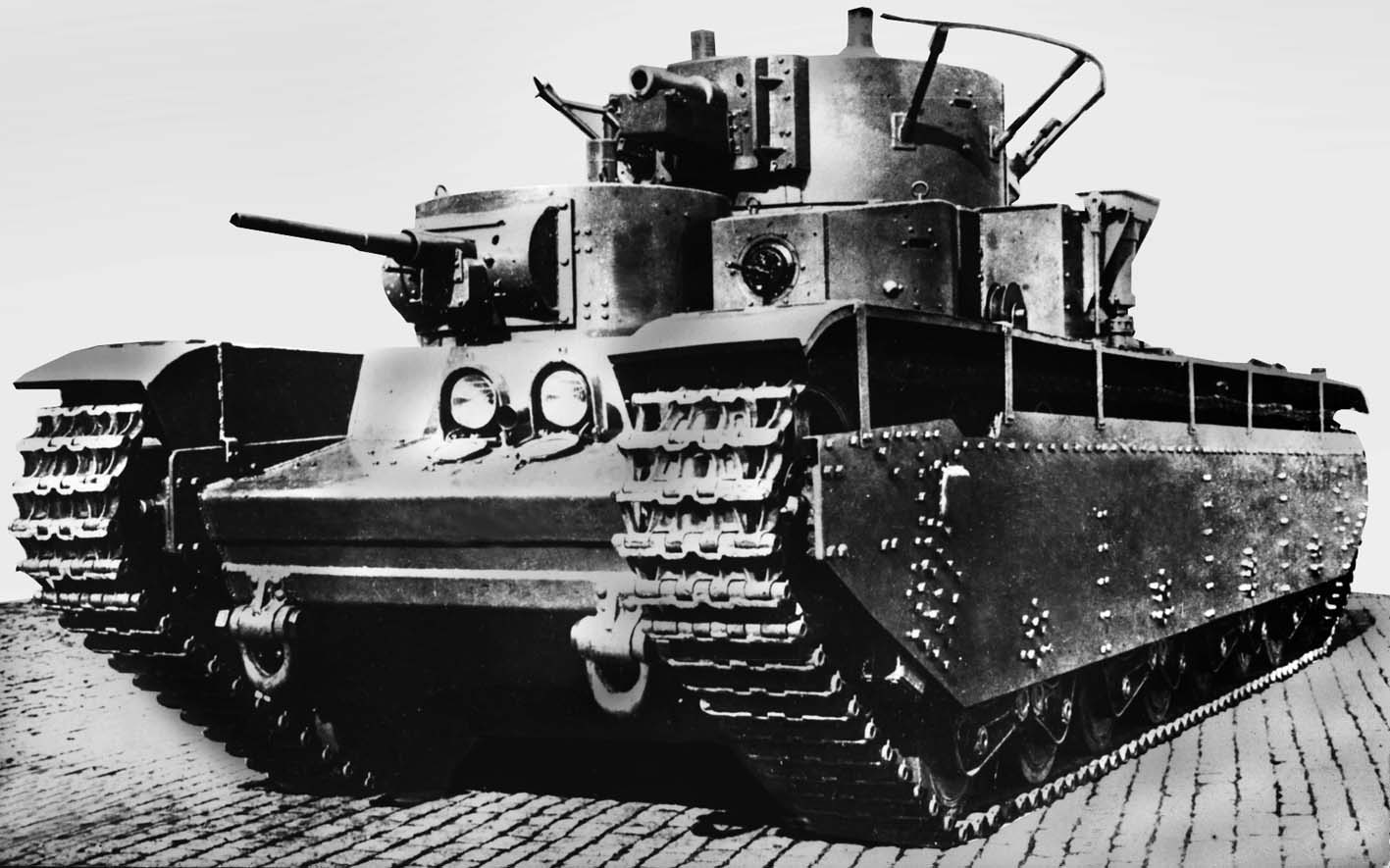
苏联T-35，1930年代的五炮塔重型坦克

坦克，源起于第一次世界大战，最初是为了应对堑壕战而引进的装甲全地形战斗车辆，此后更是让世界步入了机械化战争的新时代。尽管早期坦克设计简陋，可靠性低下，但最终这些车辆成为了地面部队的中流砥柱。到第二次世界大战，坦克的设计取得了长足的进步，并且在所有陆地战区都得到了大量使用。冷战见证了现代坦克学说和通用主战坦克的兴起。迄今，坦克仍是21世纪陆地作战行动的支柱。

## 发展
第一次世界大战产生了对全地形装甲自行式武器的需求，这最终推动了坦克的诞生。坦克的前身装甲车的最大弱点是其只能在平坦的地形上行驶，而若想提高越野能力，则需要进一步的改进。
坦克最初被设计为一种特殊武器，用于解决一种不寻常的战术情况：西线堑壕战的僵局。“这是一种为一项简单任务而设计的武器：穿过战壕线之间的杀伤区并冲入敌军的防线。”坦克被覆以装甲，以抵御子弹和炮弹碎片，并以步兵部队难以实现的方式越过铁丝网，从而打破僵局。
第一次世界大战期间，很少有人意识到，内燃机将把机动与冲击作战重新带回战场，并将彻底改变陆地与空中战斗的形态。内燃机使坦克的发展成为可能，并最终令机械化部队承担了骑兵的旧有角色，同时在战场上削弱了机枪的控制。
随着火力和防护能力的增强，仅仅约20年后，这些机械化部队就构成了第二次世界大战的装甲部队。当自行火炮、装甲运兵车、轮式货运车辆和支援航空兵——所有这些都具有足够的通讯能力——得以组成现代装甲师时，指挥官们重又获得了机动作战的能力。
长期以来，人们一直在构想着各种装甲全地形车。随着第一次世界大战中堑壕战的出现，英法对坦克的发展在很大程度上是平行且同步的。

### 早期概念

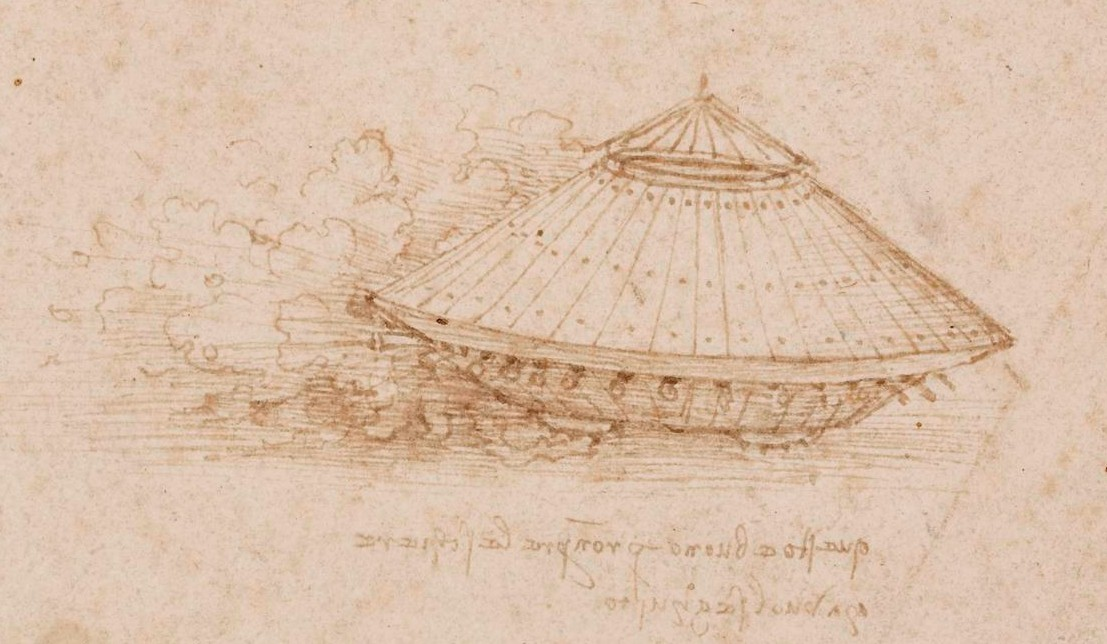
列奥纳多·达·芬奇的装甲战车草图

列奥纳多·达·芬奇经常被认为发明了一种类似坦克的战争机器。
15世纪，一位名叫扬·杰式卡的胡斯派领袖使用装有大炮的装甲车赢得了数场战斗，这些大炮可以通过车侧的孔发射。但他的发明在他死后再未得到应用，直到20世纪。
1903年，一位名叫莱昂·勒瓦瑟的法国炮兵上尉提出了勒瓦瑟项目，该项目提出了一种名为自行火炮（法語：canon auto propulseur）的机械，这种机械依靠履带系统移动，并采用全装甲防护。:65该机器由一台80匹馬力（60千瓦特）的汽油发动机驱动，“勒瓦瑟机器将配备三名机组人员、附有弹药储备，并拥有越野能力”，:65但该项目的可行性受到了炮兵技术委员会的质疑，直到1908年，工程师戴维·罗伯茨开发了一种履带式拖拉机“霍恩斯比”，该项目被正式放弃。

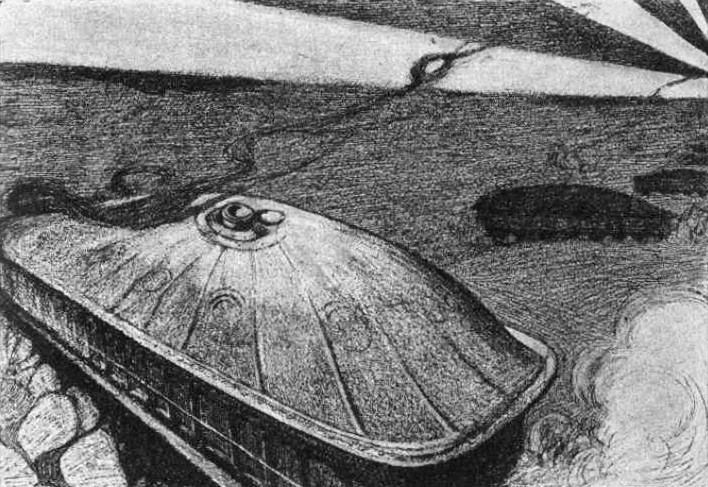
H·G·威尔斯于1903年12月发表的《陆地铁甲舰》的1904版插图，展示了配备履带轮的巨大陆地铁甲舰

H·G·威尔斯在1903年12月发表于《斯特兰德杂志》的短篇小说《陆地铁甲舰》中，描述了一种配备履带轮的大型武装装甲越野车（他承认履带轮是他灵感的来源）， 用于突破坚固的战壕系统，扰乱防御并为步兵扫清前进道路：
"它们基本上是又长又窄又非常坚固的钢制框架，带有着发动机，由8对大踏板轮子支持，每对轮子的直径约为10英尺，所有轮子都是驱动轮，安装在长轴上，可以绕共同的轴线自由转动。这种设计使它们能够最大限度地适应地面轮廓。在地面上爬行时，它们一边高高地踩在山丘上，另一边则深深地踩在洼地里，即使在陡峭的山坡上，它们也能直立起来，稳稳地侧着身子。"
在一战之前的几年里，两种实用的类似坦克设计被提出，但没有得到进一步开发。1911年，奥地利工程官员京特·伯斯汀提交了一份伴有旋转炮塔的战斗载具提案，名为发动机炮（德語：Motorgeschütz）。1912年，澳大利亚土木工程师兰斯洛特·德莫尔的提案中包括了一个功能齐全的履带式车辆比例模型。这两项提案均被各自政府行政部门否决。

### 美国履带式拖拉机在欧洲

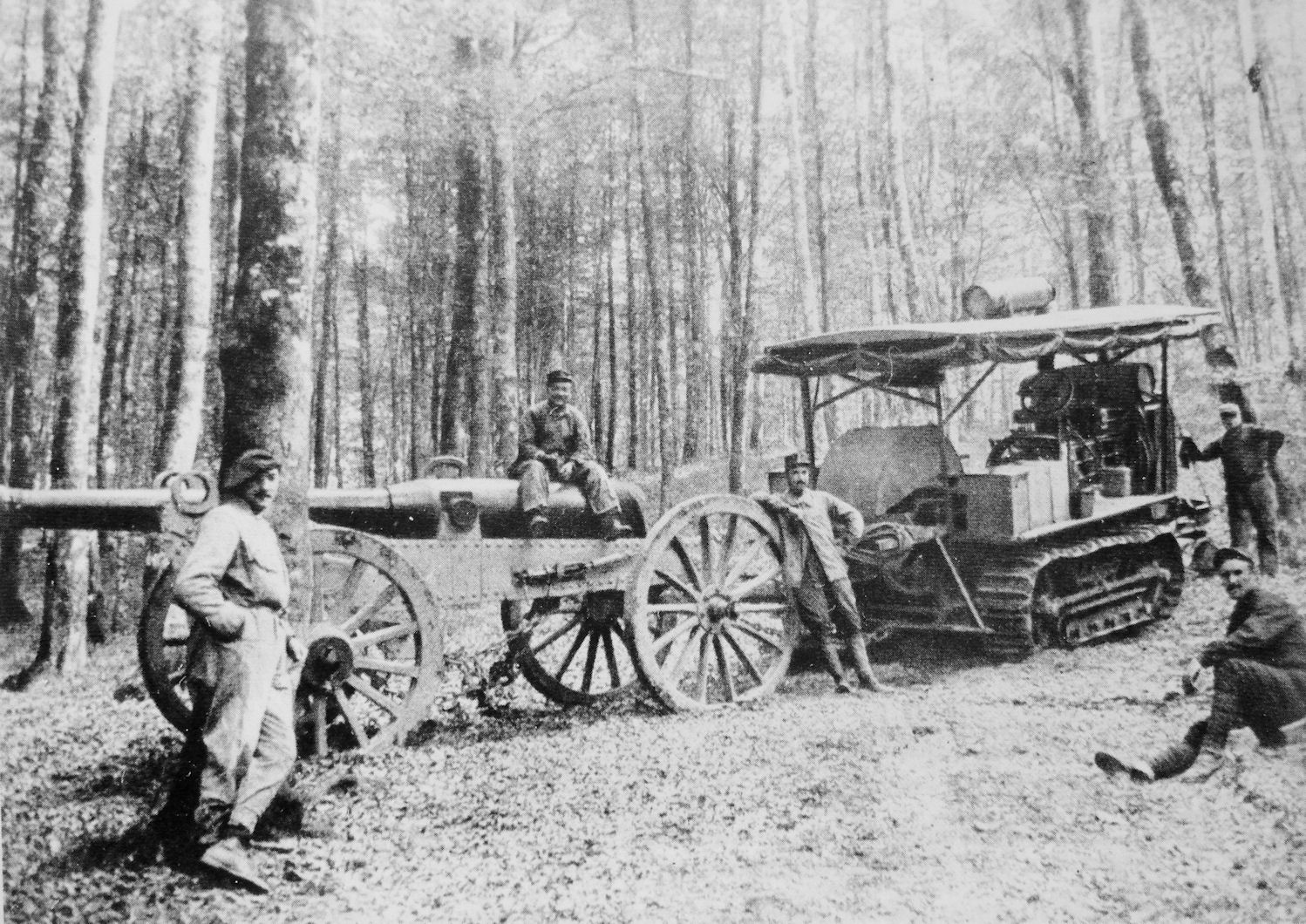
1915年初，孚日山脉的一辆霍尔特拖拉机，作为法军De Bange 155毫米加农炮的火炮拖拉机

1907年，加利福尼亚州斯托克顿霍尔特制造公司的本杰明·霍尔特率先为一种可行履带式拖拉机申请了美国专利。此类发明集中于英格兰，于是在1903年，他便前往英格兰以了解进行中的开发工作，尽管他看到的所有产品都未能通过现场测试。霍尔特向阿尔文·奥兰多·隆巴德支付了60,000美元（相等於2024年的2,099,778美元），以获得根据隆巴德的隆巴德蒸汽原木搬运车专利生产车辆的权利。
回到斯托克顿后，霍尔特利用自己的知识和公司的冶金能力，成为了第一个设计和制造拖拉机实用连续履带的人。在英格兰格兰瑟姆，霍恩斯比父子公司的大卫·罗伯茨于1904年7月获得了一项设计专利。在美国，霍尔特用一套拴在链条上的木制履带取代了一台40匹馬力（30千瓦特）霍尔特蒸汽机的轮子。1904年11月24日，他在罗伯茨岛潮湿的三角洲土地上成功测试了更新后的机器。
一战时期，面对堑壕战以及前线物资补给困难的问题，爬行式拖拉机的牵引力引起了军方的重视。霍尔特拖拉机被用来代替马匹运输火炮和其他物资。皇家陆军服务队还用它们在前线后方未改良的土路上牵引长长的货车列车。霍尔特拖拉机最终成为英国和法国坦克发展的灵感来源。
到1916年，英国在一战中使用了约1,000辆霍尔特履带拖拉机。霍尔特副总裁默里·贝克在接受媒体采访时声称，1916年英国使用的坦克是霍尔特公司制造的，这些拖拉机重约18,000磅（8,200），功率为120匹馬力（89千瓦特）。到战争结束时，协约国军队共使用了10,000辆霍尔特的车辆。

### 法国的开发

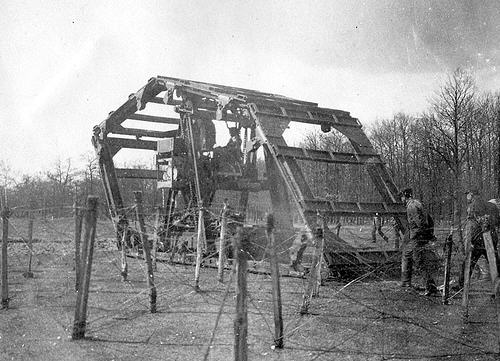
布瓦罗机器使用了一个围绕电动中心的巨大旋转框架，1915年初

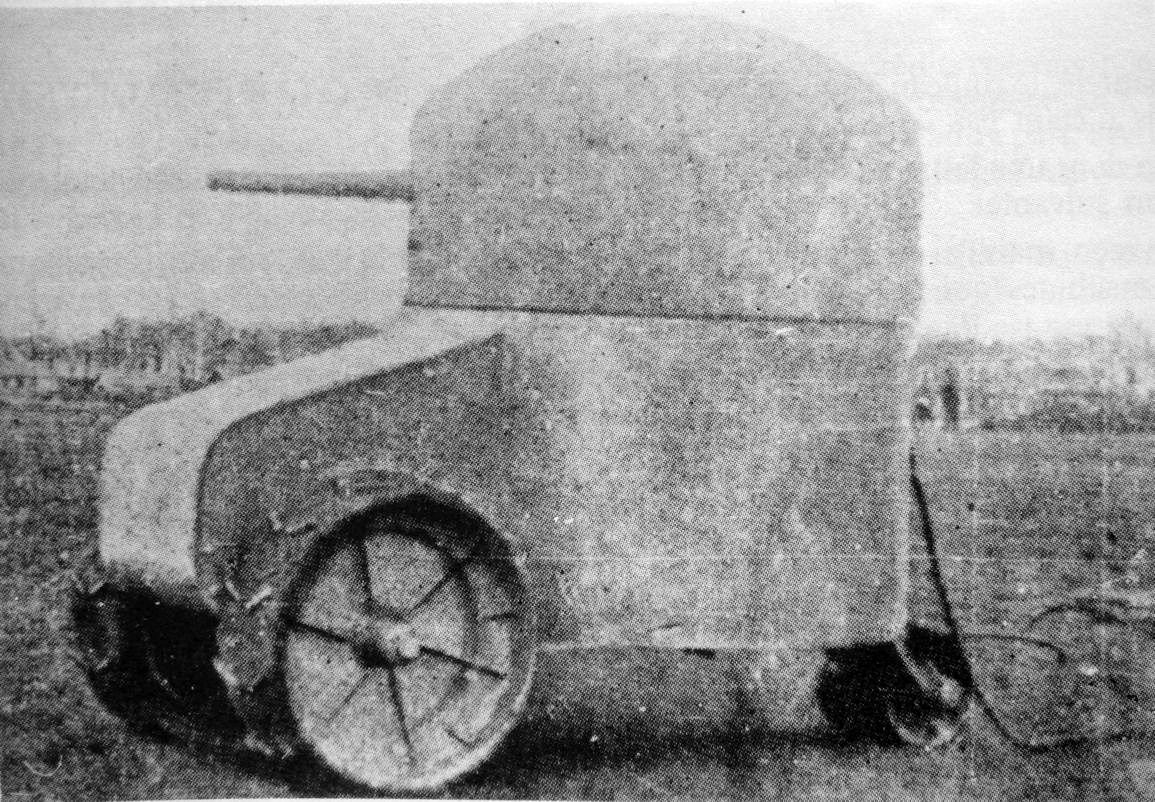
安装在拖拉机底盘上的电动奥布里奥-加贝特“堡垒”，1915年

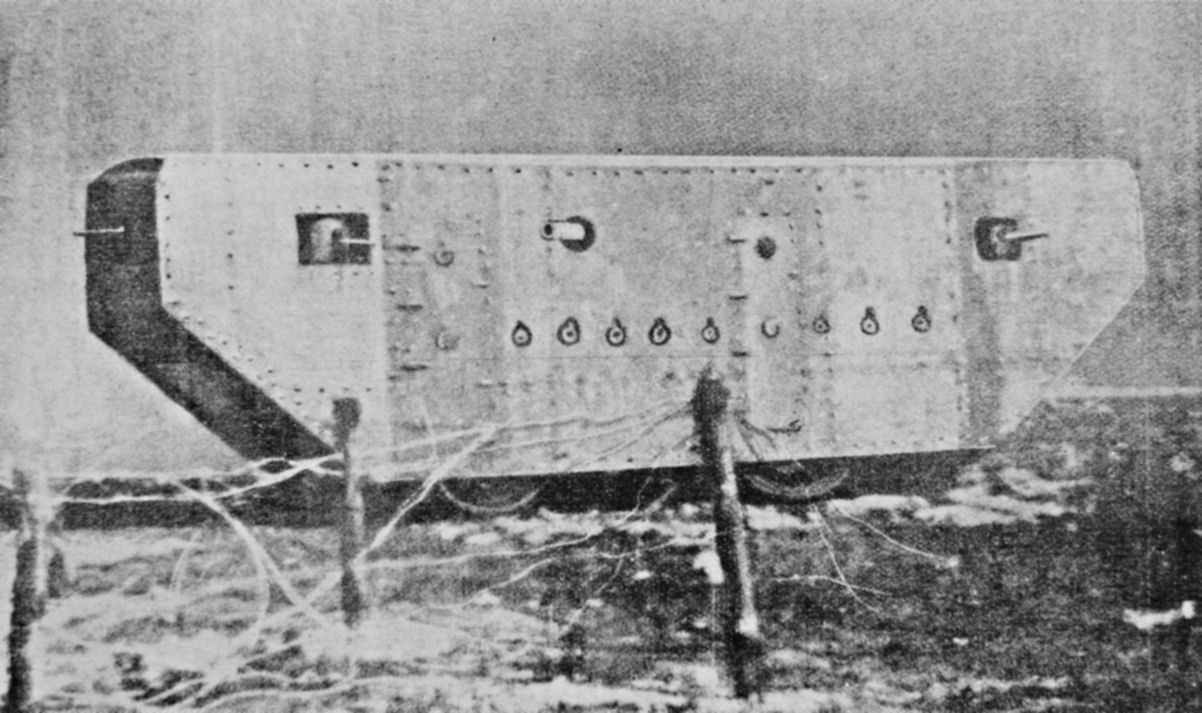
1915年3月28日，一辆弗罗-拉夫利陆地战舰在法国进行了测试。

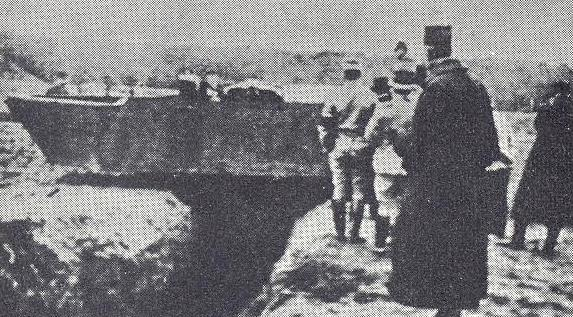
1915年12月9日，苏安坦克原型车穿越苏安战壕

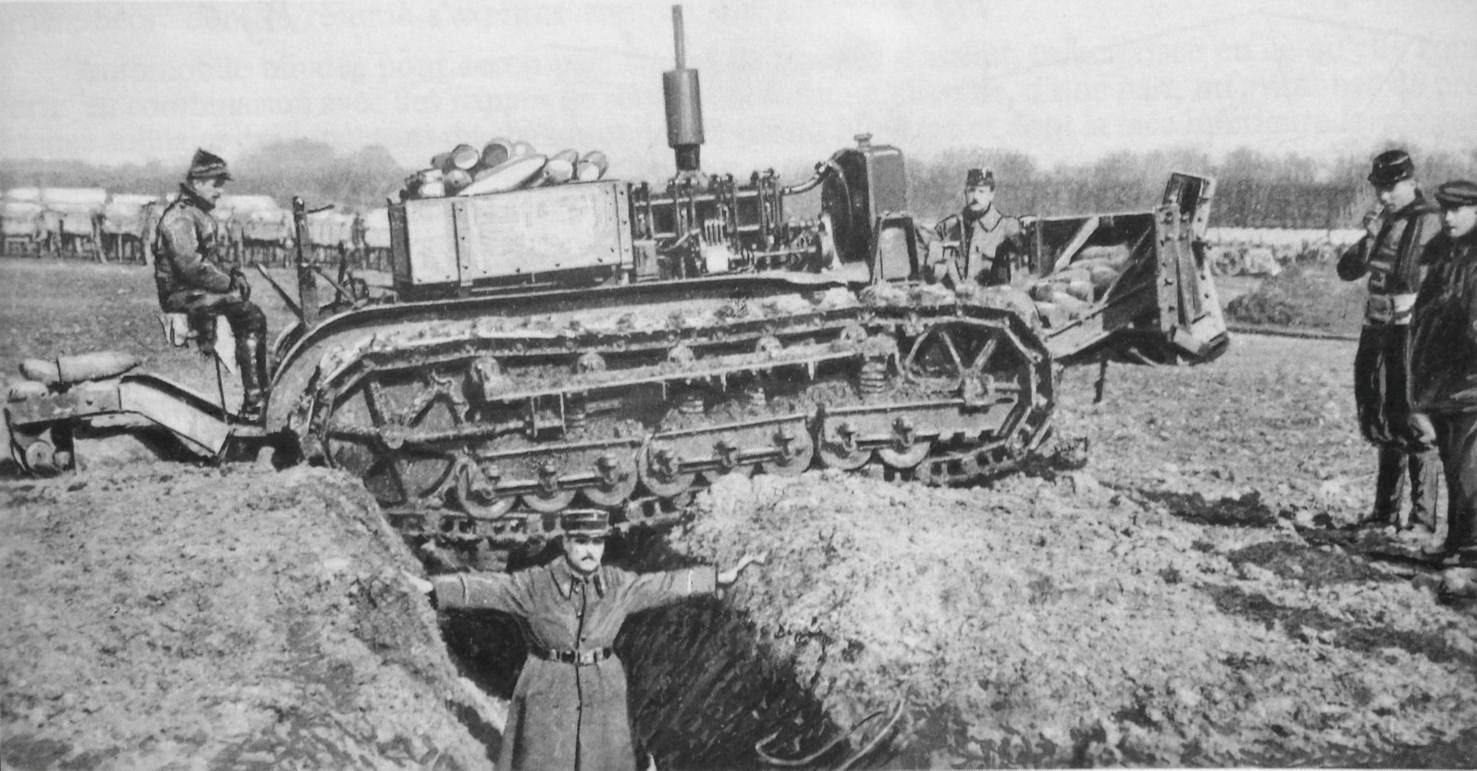
1916年2月21日，施耐德CA1坦克最后的履带测试，随后于2月25日开始获得大规模订单

法国上校让·巴蒂斯特·欧仁·埃斯蒂安于1914年8月24日阐述了越野装甲车的愿景： 
“这场战争的胜利将属于率先将大炮安装在能够在各种地形上行驶的车辆上的一方”——让·巴蒂斯特·欧仁·埃斯蒂安上校，1914年8月24日。
第一次世界大战开始后不久，法国军队就使用一些私人拥有的霍尔特拖拉机在复杂地形中牵引重型火炮，但法国人并没有大量购买霍尔特拖拉机。正是看到英国人使用它们，埃斯蒂安才有了设计履带式装甲车的想法。与此同时，人们曾多次尝试设计可以穿越德军铁丝网和战壕的车辆。
1914年至1915年间，布瓦罗机器进行了早期实验，目的是压平铁丝网防御工事并跨越战场上的缺口。该机器由巨大的平行履带和4×3米的金属框架构成，能围绕一个三角形机动中心旋转。实验结果证明，这种机器过于脆弱和缓慢，无法轻易改变方向，因此最终被废弃。
1914年12月1日，为法国北方国家公司修建运河的工程师保罗·弗罗特向法国国防部提出了一种“陆地战舰”的设计方案，这种载具配备了基于带有重型轮子或滚轮的摩托化压实机的装甲和武器。弗罗特-拉夫利于1915年3月18日进行了测试，成功摧毁了铁丝网，但被认为缺乏机动性。该项目最终被放弃，取而代之的是埃斯蒂安将军使用拖拉机底座的方案，其代号为“埃斯蒂安拖拉机”。
1915年，人们还尝试研制了一种具有强大装甲和武器装备的车辆。这种车辆安装在农用拖拉机的越野底盘上，配备具有粗糙胎面的大轮，例如奥布里奥-加贝“堡垒”。该车由电力驱动（配有供电电缆），并配备一门37毫米海军大炮，但事实证明此种设计仍然缺乏实用性。
1915年1月，法国军火制造商施耐德公司派出其首席设计师尤金·布莱尔前往考察美国霍尔特制造公司的履带式拖拉机，当时该公司正在英格兰参加一项机械线切割机项目的测试计划。早先曾参与西班牙装甲车设计的布莱尔回国后，说服了公司管理层，以小霍尔特底盘为基础，开始研究开发装甲和武装拖拉机法語：。
1915年5月，施耐德工厂开始对霍尔特履带进行试验，实验对象是75马力的轮式导向模型和45马力的整合履带小霍尔特，结果表明后者更胜一筹。6月16日，在总统和指挥官费鲁斯的见证下，进行了新的实验。1915年12月9日，在埃斯蒂安上校的参与下，第一个带装甲的完整底盘在苏安向法国陆军进行了展示。:68
12月12日，埃斯蒂安在不知道施耐德实验的情况下向最高统帅部提交了组建一支配备履带式车辆的装甲部队的计划。他与施耐德取得了联系，在1916年1月31日的一封信中，总司令霞飞下令生产400辆由布莱尔和埃斯蒂安设计的坦克，尽管400辆施耐德CA1的实际生产订单是稍后于1916年2月25日下达的。同年4月8日，又下达了一份400辆圣沙蒙坦克的订单。施耐德在满足生产计划方面遇到了麻烦，从1916年9月8日起，坦克的交付被分散到了几个月的时间里。圣沙蒙坦克从1917年4月27日开始交付。

### 英国的开发

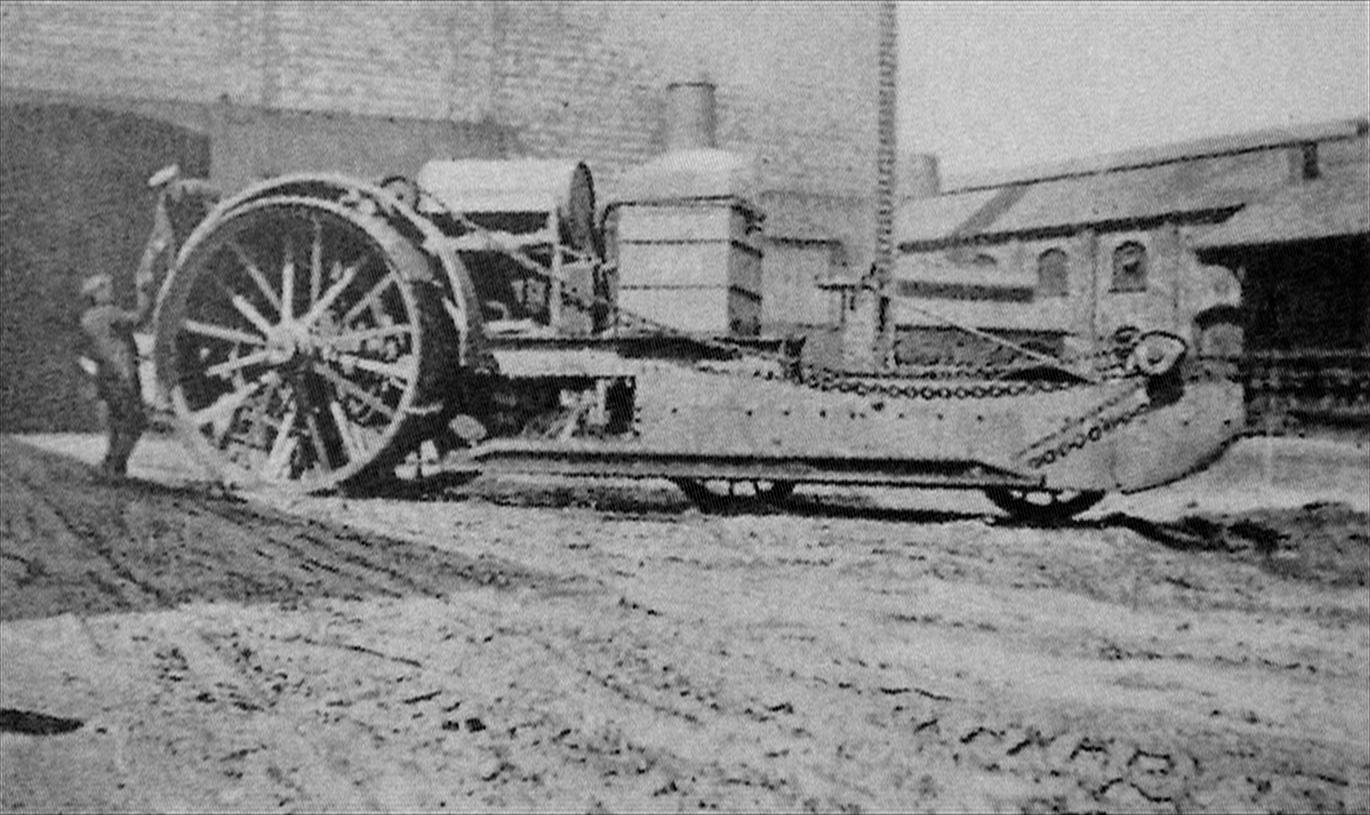
特里顿堑壕穿越者，1915年5月

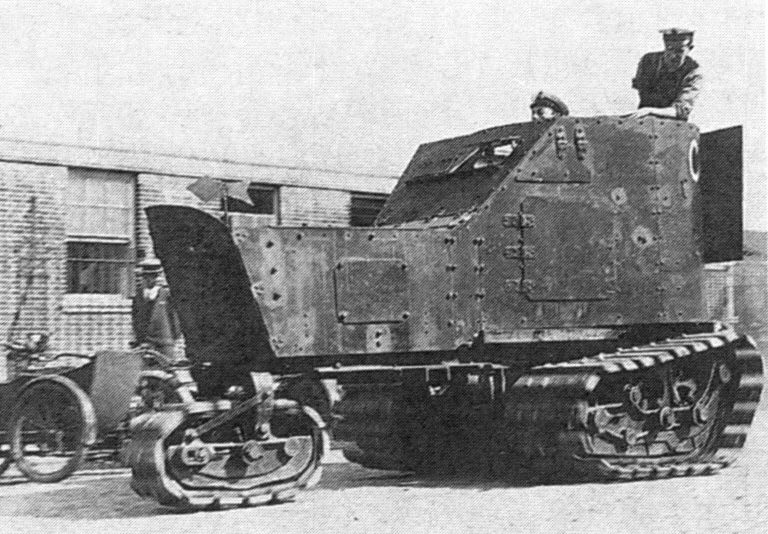
1915年6月30日实验后不久，配备德劳内-贝尔维尔装甲车车身的基伦-斯特拉拖拉机

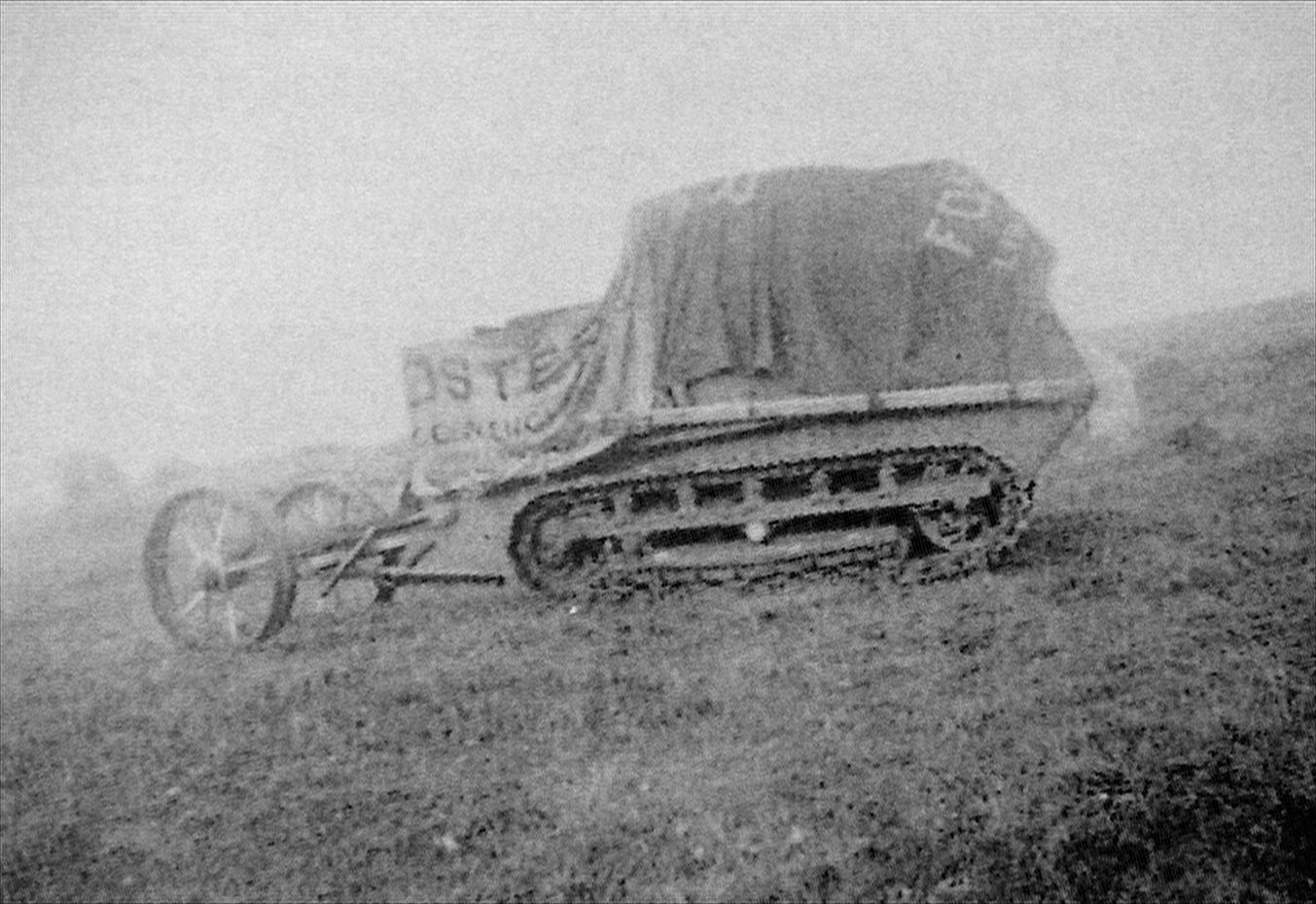
配备加长布洛克履带和爬行抓地力拖拉机悬架的1号林肯机器，1915年9月

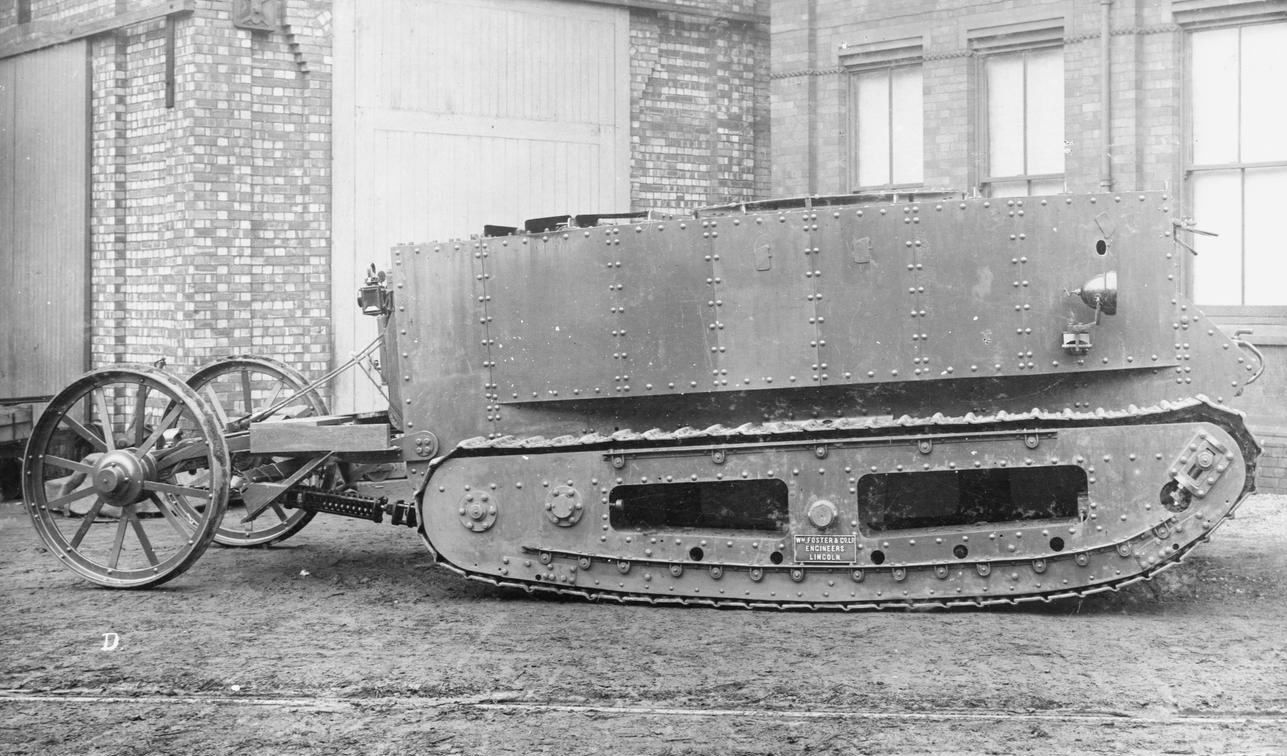
小威利设计方案，1915年12月

1914年，英国陆军部订购了一辆霍尔特拖拉机，并在奥尔德肖特进行了试验。虽然其功率比不上拥有105匹馬力（78千瓦特）的福斯特戴姆勒拖拉机，但75匹馬力（56千瓦特）的霍尔特更适合在不平坦的地面上牵引重物。在没有负载的情况下，霍尔特拖拉机的行进速度为4英里每小時（6.4每小時）。牵引负载时，其速度可达2英里每小時（3.2每小時）。最重要的是，霍尔特拖拉机在数量上拥有优势。陆军部对该车印象深刻，并最终选择它作为火炮牵引车。
1914年7月，英国皇家工兵部队中校欧内斯特·斯文顿从一位在安特卫普见过霍尔特拖拉机的朋友那里了解到了霍尔特拖拉机及其在崎岖地形中的运输能力，并将这些信息递交给了运输部门。:12:590一战爆发后，斯文顿被派往法国担任陆军战地记者，并于1914年10月发现了对他所描述的“机枪驱逐舰”——一种越野武装车辆的需求。:116:12他想起了霍尔特拖拉机，并认为它可以作为装甲车的基础。
斯文顿在给英国帝国国防委员会秘书莫里斯·汉基爵士的信中提议，让委员会建造一种动力驱动、防弹、可摧毁敌方火炮的履带式车辆。:129汉基说服了对此想法漠不关心的陆军部，于1915年2月17日用霍尔特拖拉机进行了一次试验，但履带最终陷入了泥沼，于是该项目被放弃，陆军部也放弃了调查。:25:129
1915年5月，陆军部对一种穿越战壕的机器进行了新的测试：特里顿堑壕穿越者。该机器配备了直径为8英尺（2.4）的大型牵引轮，利用环形链条将大梁固定在堑壕上方，以便后轮可以轧过堑壕。然后，机器将大梁拖到后方，直至车辆到达平坦地形，再将大梁倒转并将它们放回车辆前方。事实证明这台机器太笨重而被抛弃了。:143–144
当第一任海军大臣温斯顿·丘吉尔得知装甲拖拉机的想法时，他重又开始了对使用霍尔特拖拉机的想法的研究。英国皇家海军和陆地舰艇委员会（成立于1915年2月20日）最终同意赞助装甲拖拉机作为一种“陆地舰艇”进行实验和测试。3月，丘吉尔下令建造18艘实验性陆地舰艇：12艘使用迪普洛克踏板轮（默里·苏特提出的想法），6艘使用大轮（托马斯·杰拉德·赫瑟林顿的想法）。:25然而，建造工作未能继续推进，因为在木制模型实现后，这些轮子似乎并不实用：大轮最初计划直径为40英尺，但事实证明，15英尺的直径仍然太大且太脆弱。:26–27踏板轮同样遇到了工业问题，该系统被认为太大、太复杂且动力不足。:26
英国政府没有选择使用霍尔特拖拉机，而是选择让英国农业机械公司福斯特父子公司参与协助，该公司的总经理兼设计师是威廉·特里顿爵士。
1915年6月，所有这些项目都失败后，巨型陆地舰艇的想法被放弃，并决定尝试使用美国布洛克爬行抓地履带，将两条履带连接在一起，以获得机动所需的铰接式底盘。但1915年7月进行的测试试验失败了。:25
另一项实验是用美国基伦-斯特拉履带式拖拉机进行的。车辆成功安装了铁丝切割装置，但其穿越沟壕的能力不足。安装了德劳内-贝尔维尔装甲车体的基伦-斯特拉装甲拖拉机成为了第一款装甲履带车，但该项目最终被放弃，因为它无法满足全地形作战要求。:25
在这些实验之后，委员会决定建造一艘较小的实验陆地船，大小相当于铰接式陆地船的一半，并使用加长的美国产布洛克爬行抓地履带。:27这台新的实验机器被称为1号林肯机器：于1915年8月11日开始建造，第一次试验于1915年9月10日开始。:26然而，由于履带不尽人意，这些试验都失败了。
开发此后继续进行，威廉·特里顿重新设计了新的履带，而该机器被更名为小威利，于1915年12月完成，并于1915年12月3日进行了测试。然而其跨越战壕的能力仍然不足，沃尔特·戈登·威尔逊开发了一种菱形设计，被称为“国王陛下的陆地舰艇‘蜈蚣’”，后来被称为“母亲”，这是第一种真正意义上的“大威利”坦克。1916年1月29日建造完成后，试验非常成功，陆军部于1916年2月12日订购了100辆用于法国西线，:590:129并于1916年4月下达了第二份额外50辆的订单。
法国从1915年1月开始研究履带式连续轨道，实际试验于1915年5月开始，比小威利实验早两个月。在苏安实验中，法国测试了装甲履带式坦克原型，同月小威利完成。但最终，英国人在1916年9月的索姆河战役中率先将坦克投入了战场。
“坦克”这个名称是1915年12月作为一种保密措施引入的，并最终被多种语言采用。威廉·特里顿表示，从1915年8月开始建造原型时，它们被故意进行错误描述，以掩盖其真实用途。在车间里，文件将它们描述为“运水船”，用于美索不达米亚前线。在谈话中，工人们称它们为“水箱（water tanks）”，或者简称为“坦克（tanks）”。10月，出于安全目的，陆地舰艇委员会决定将自身名称改为不那么具有描述性的名称。
其中一名成员，欧内斯特·斯文顿建议使用“坦克（tank）”，委员会同意了。从那时起，“坦克”这个名字就出现在官方文件和通用用语中，陆地舰艇委员会更名为坦克供应委员会。有时，这会与第一批生产坦克（1916年2月订购）的带有俄语说明文字的标签相混淆。它被翻译为“小心翼翼地前往彼得格勒”，可能同样是受到了福斯特工人的启发，其中一些人认为这些机器是为俄罗斯准备的扫雪机，并将于1916年5月15日开始使用。委员会乐于延续这种误解，因为这也可能误导德国人。
坦克开发的海军背景也解释了舱口（hatch）、车体（hull）、车头（bow）和车口（ports）等海军术语。围绕坦克开发的高度保密，加上步兵指挥官的怀疑，往往意味着步兵最初几乎没有接受过与坦克配合的训练。

### 俄国的开发

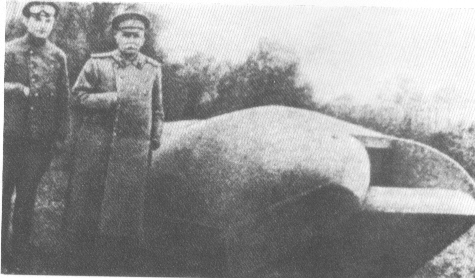
俄罗斯越野车式坦克原型，1915年

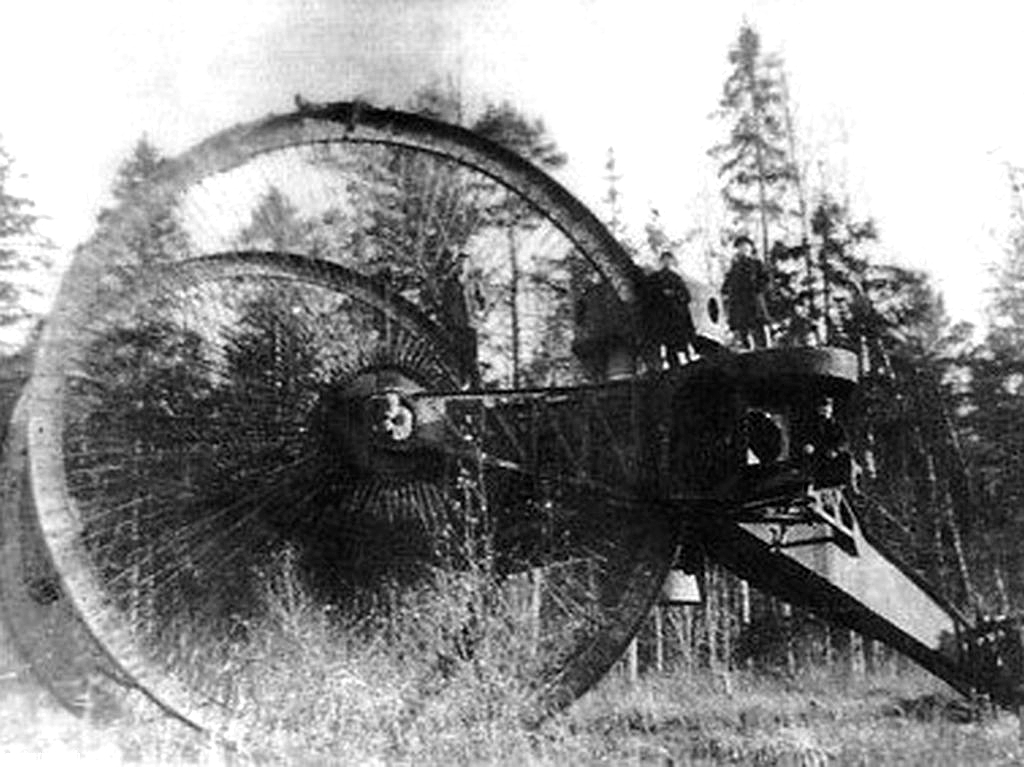
沙皇坦克

瓦西里·门捷列夫是一家造船厂的工程师，从1911年到1915年，他私下从事超重型坦克的设计工作。这是一辆重170吨的重装甲履带车，配备了120毫米舰炮。设计中的许多创新都成为了现代主战坦克的标准配置——包括对车辆的周密防护，火炮包括自动装填装置，气动悬挂可以调整间隙，一些关键系统带有备份，可以利用机车或转接轮进行铁路运输。然而，其造价几乎与一艘潜艇相当，而且它从未被建造出来。
越野车式是由航空工程师亚历山大·波罗霍夫奇科夫设计的一种小型越野载具，由一台10匹馬力（7.5千瓦特）发动机驱动，在一条宽橡胶履带上行驶。两侧各有两个小轮用于转向，但尽管该车可以很好地穿过地面，但其转向效果不佳。在后革命时代的俄罗斯，越野车式在宣传中被描绘为历史上第一辆坦克。
沙皇坦克（以其设计者的名字命名为列别登科坦克）是一款三轮载具，前轮高9米。原以为如此巨大的车轮能够越过任何障碍物，但由于设计缺陷，大部分重量都由较小的后轮承担，在1915年的测试中后轮被卡住。设计者本准备安装更大的发动机，但该项目和车辆都被放弃了。

### 德国的开发
A7V是一战期间唯一参加过实战的德国坦克。1917年初制造了一辆原型车进行试验，并于同年10月开始生产。自1918年3月起，它们被使用了大约六次。总共仅生产了二十辆。德国还有其他几个纸上项目以及正在开发的其他原型坦克。

## 第一次世界大战中的作战使用

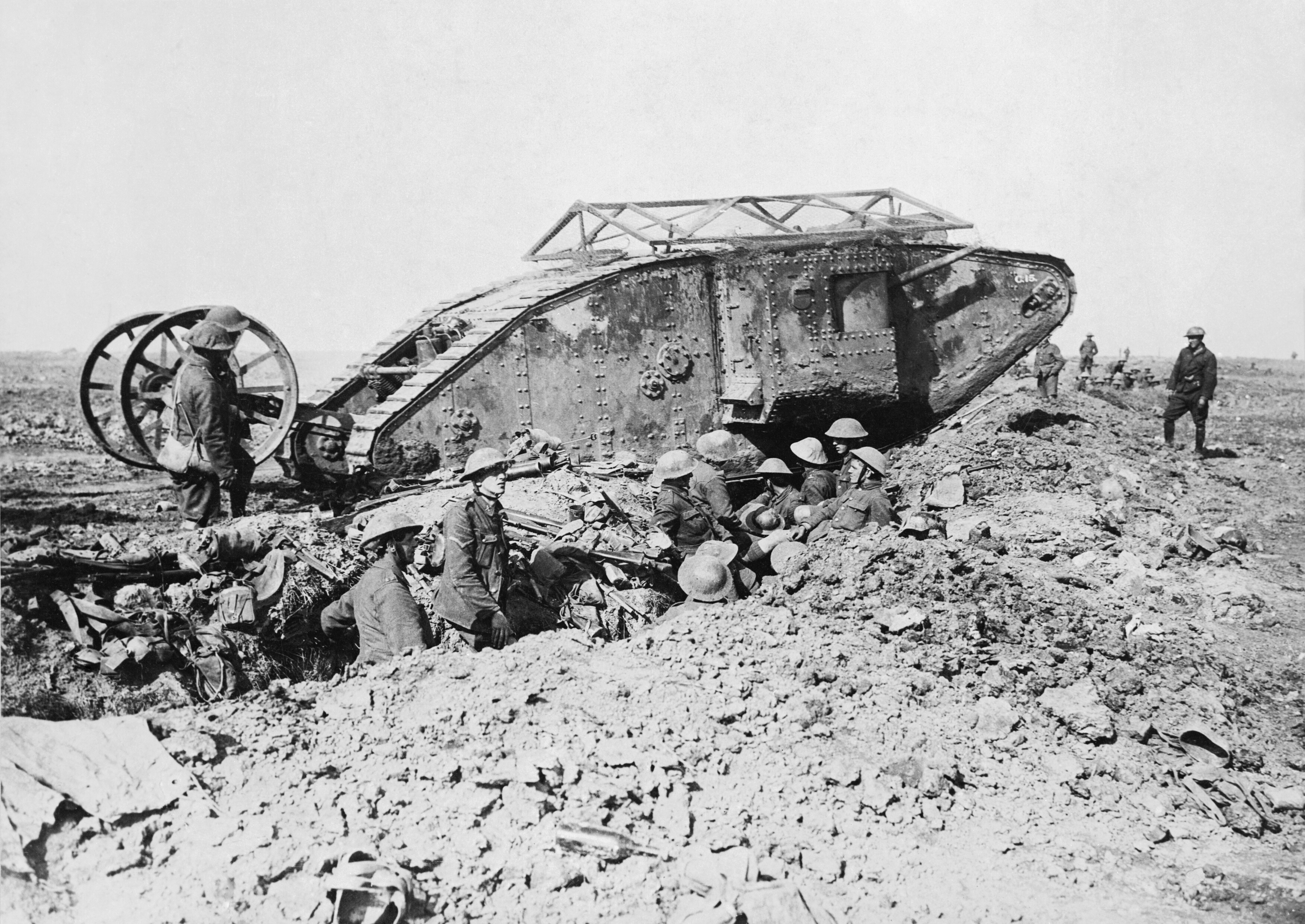
1916年9月26日，一辆英国马克一型坦克在行动（从左向右行进）。欧内斯特·布鲁克斯摄。

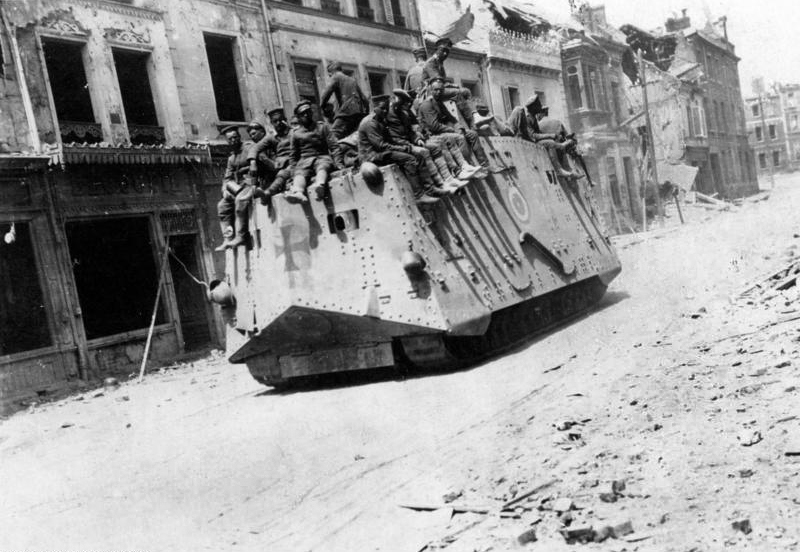
1918年3月21日，罗伊的一辆A7V坦克

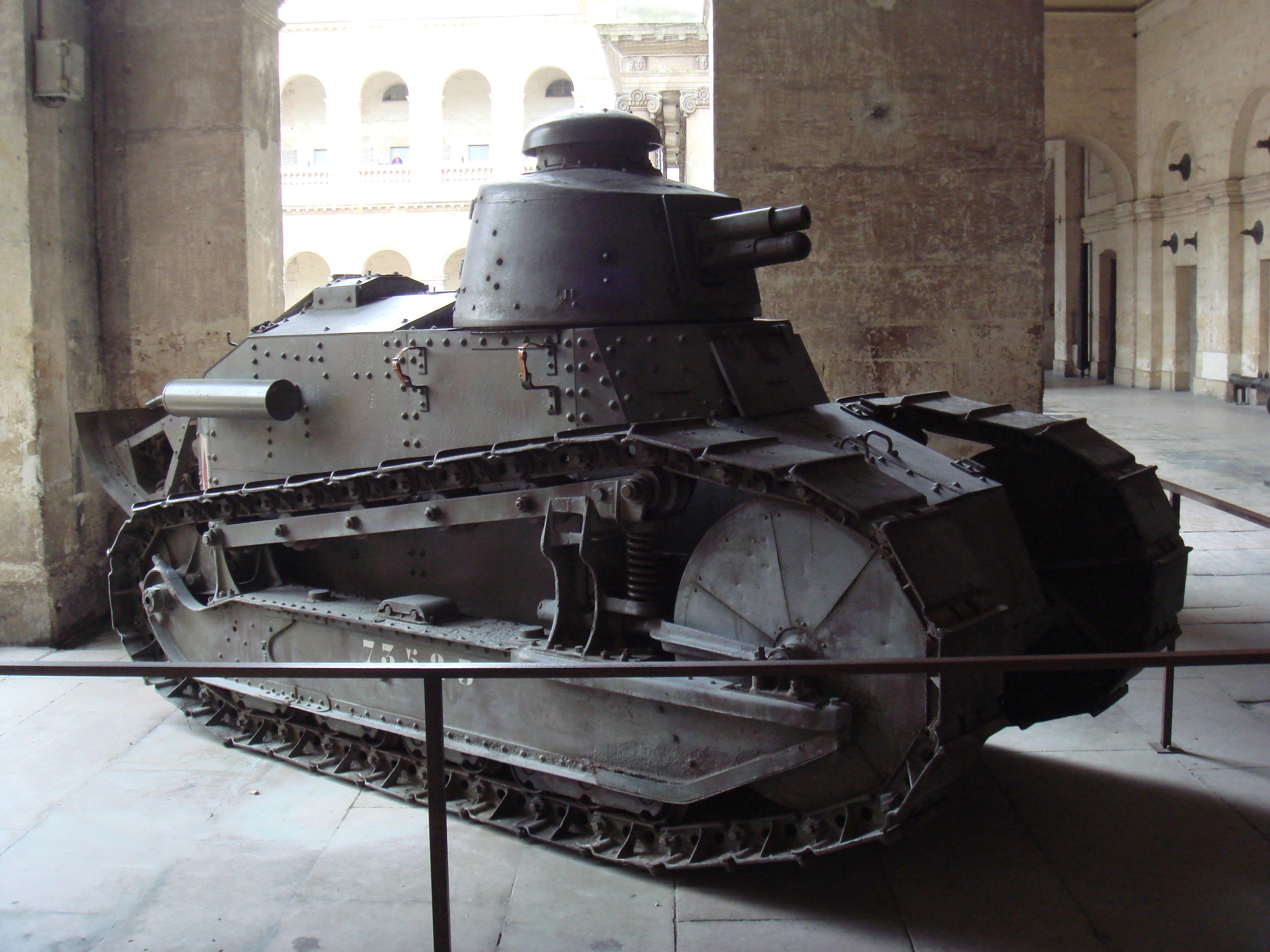
夏尔雷诺FT，荣军院

第一次使用坦克的进攻发生在1916年9月15日的索姆河战役期间。49辆马克一型被投入使用，其中32辆在机械性能良好，参加了进攻并取得了一些局部的小胜利。:11531917年7月，216辆英国坦克参加了第三次伊普尔战役，但发现在泥泞的条件下几乎无法作战，战果甚微。直到1917年11月20日，英国坦克军团在康布雷才得到了成功所需的条件。超过400辆坦克在7英里宽的战线上穿行了近6英里。
然而，成功并不彻底，因为步兵未能利用和确保坦克的战果，几乎所有取得的领土都被德军夺回。次年，即1918年8月8日，澳大利亚、加拿大和英国军队出动600辆坦克在亚眠战役中取得了更为重大的胜利。埃里希·鲁登道夫将军将这一天称为德国陆军的“黑暗日”。
与英国的发展并行，法国设计了自己的坦克。前两种，施耐德CA中型坦克和圣沙蒙重型坦克，虽然生产数量大，技术上也有创新，后者使用机电变速器和75毫米长炮，但设计并不完善。这两种坦克都曾多次参与作战行动，但始终蒙受高额损失。1918年，雷诺FT轻型坦克是历史上第一款具有“现代”配置的坦克：顶部配有旋转炮塔，后部配有发动机舱；这将是战争中数量最多的坦克。最后的研发是夏尔2C超重型坦克，这是停战几年后开发的有史以来服役的最大的坦克。
德国对康布雷战役的回应是其自己的装甲计划。很快，巨大的A7V诞生了。A7V是一个笨重的怪物，重达30吨，乘员18名。到战争结束时，只生产了20辆。尽管其他坦克也在设计阶段，但由于材料短缺，德国坦克部队只能使用这些A7V和大约36辆缴获的马克四型坦克。1918年4月24日，第二次维莱-布勒托讷战役中，A7V参与了历史上首次坦克对战——在这场战役中，没有明确的胜利者。
大量的机械故障以及英法在早期坦克行动中进行持续驱动能力的匮乏使人们对它们的实用性产生了怀疑——到1918年，除非有步兵和对地攻击机的陪伴，否则坦克是极其脆弱的，而步兵和对地攻击机都能定位并压制反坦克防御。
但美国远征军(AEF)总司令约翰·潘兴还是于1917年9月要求美国生产600辆重型坦克和1,200辆轻型坦克。当潘兴将军就任美国远征军司令并前往法国时，他带上了乔治·巴顿中校，后者对坦克产生了浓厚的兴趣。当时，坦克还是一种笨重、不可靠且未经验证的战争工具，人们对它们在战场上能否起作用和是否有价值还存在很大疑问。巴顿不顾大多数朋友的劝阻，选择加入新成立的美国坦克部队。他是第一个被指派到坦克部队的军官。
第一辆美国生产的重型坦克是重43.5吨的马克八号（有时也被称为“自由”），它是美英两国在英国成功的重型坦克设计基础上开发的产品，旨在装备协约国军队。它配备两门6磅炮和五挺步枪口径机枪，由11名机组人员操作，最大速度为6.5英里每小時（10.5每小時），航程为50英里（80）。由于生产困难，战争结束前仅完成了测试车辆。
美国制造的6.5吨M1917轻型坦克是法国雷诺FT的近似翻版。它的最高时速为5.5英里，在30加仑的燃油容量下可以行驶30英里。同样，由于生产延误，没有一个能及时完成以投入行动。1918年夏天，福特汽车公司设计了一款3吨、2人的坦克（福特3吨M1918）。它由两台福特T型4缸发动机提供动力，配备一挺0.30英寸机枪，最高时速为8英里。但其作为战斗车辆并不能令人满意，但在其他战场角色中可能具有价值。订单量为15,000辆，但最终只生产了15辆，而且没有一辆在战争中服役。
美国坦克部队于1918年9月12日首次与第一集团军一起参与圣米耶尔突出部战斗。他们隶属于第304坦克旅的344和345轻型坦克营，由陆军中校巴顿指挥。在巴顿的指挥下，部队在法国布尔格的坦克中心受训，并装备了法国提供的雷诺FT。尽管道路泥泞、燃料匮乏和机械故障导致许多坦克在德军战壕中抛锚，但攻击还是成功了，并获得了许多宝贵的经验。到1918年11月11日停战时，由于美国制造的坦克没有及时生产完成，美国远征军的坦克数量已严重不足。

## 两次世界大战期间

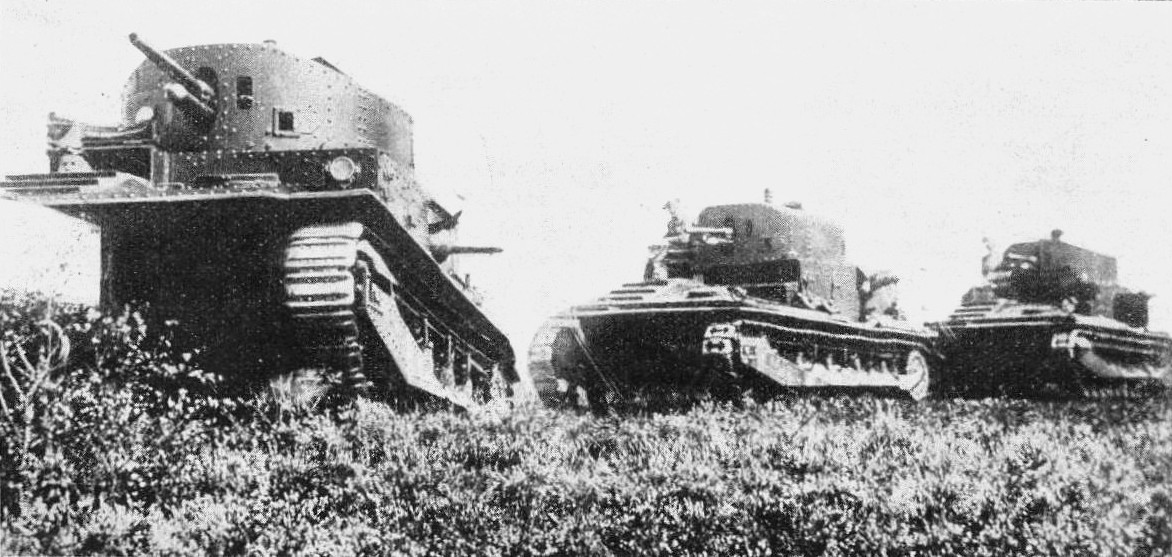
维克斯中型马克一号英国某地演习，1930年

一战后，德国最高统帅部埃里希·鲁登道夫将军认为协约国的坦克是德国战败的主要因素。德国人太晚才认识到它们的价值，将其放入计划中加以考量。而就算他们本已捉襟见肘的工业能够大量生产坦克，燃料供应仍旧非常短缺。在1918年德国部署的总共90辆坦克中，有75辆是从协约国手中缴获的。
战争期间，美军坦克部队的战斗时间如此短暂，又如此分散，可用的坦克数量又如此有限，以至于几乎没有机会制定大规模使用的战术。尽管如此，他们的行动仍然令人印象深刻，至少让一些军事领导人相信，大规模使用坦克将是未来装甲部队最有可能的样貌。
美军根据实战经验对坦克的研制和使用进行评估的要点是：（1）需要动力更大、机械故障更少、装甲更重、射程更远、通风更好的坦克；（2）坦克要与其他作战兵种特别是步兵进行联合训练；（3）需要改进通信手段、改进确定和维持方向的方法；（4）需要改进后勤系统，特别是汽油和弹药的供应。
战争结束时，坦克的主要作用被认为是对步兵的近距离支援。尽管一战的坦克速度缓慢、笨拙、笨重、难以控制、机械不可靠，但其作为作战武器的价值已得到明确证明。但是，尽管有一战的教训，各作战部队仍然不愿意接受装甲部队单独发挥独立作用，并继续在坦克的正确使用问题上相互争论不休。一开始，人们普遍认为坦克是步兵的辅助和一部分，尽管一些领导人认为应该保留独立的坦克兵种。
除了第一次世界大战期间美国生产的轻型和重型坦克之外，第三种坦克，即中型坦克，于1919年开始受到关注。人们希望这种中间类型能够融合61⁄2吨轻型和马克八号重型坦克的优点，并取代两者。轻型、中型和重型坦克的含义在两次世界大战之间发生了变化。一战期间及其后不久，轻型坦克被认为重量不超过10吨，中型坦克（英国生产）大约在10至25吨之间，重型坦克超过25吨。而二战期间，重量的增加导致轻型坦克超过了20吨，中型坦克超过了30吨，而在战争末期发展起来的重型坦克则更是超过了60吨。在两次世界大战期间，各分类的重量通常在这些极端范围内变化。
1920年美国国防法案将坦克部队置于步兵之下。该法案规定“此后所有坦克部队均应成为步兵的一部分”，这使得坦克在不久的将来的作用毫无疑问。乔治·巴顿主张建立独立的坦克部队。但如果出于经济考虑，坦克必须归入传统兵种之一，他更倾向于骑兵，因为巴顿直觉地认为，与骑兵作战的坦克将强调机动性，而与步兵作战的坦克将强调火力。正如他所说，他担心和平时期的坦克“会很像海岸炮兵，有很多机械装置，但却从不工作。”
当大多数士兵将坦克视为穿越战壕的专门步兵支援武器时，皇家坦克军团中的许多军官开始设想机械化组织发挥更广泛的作用。1918年5月，公认的坦克学说之父J·F·C·富勒上校曾以德军的渗透战术为例完善了他所谓的“1919计划”。这是1919年大规模装甲攻势的精心构想。
从1922年到1938年，皇家坦克军团不得不使用同样的基本坦克。英国装甲理论家的观点并不总是一致。B·H·李德哈特是一位著名的装甲战宣传者，他希望建立一支真正的联合武装部队，其中机械化步兵发挥主要作用。富勒、布罗德和其他军官对纯坦克部队更感兴趣。英国人在珀西·霍巴特领导下组建的实验机械化部队，旨在研究和开发技术，是一支拥有自行火炮的机动部队，其利用机动和装甲车辆为步兵和工兵提供支援。
机械化的支持者和反对者经常宽松地使用“坦克”一词，不仅指装甲、履带式、炮塔、携带火炮的战斗车辆，还指任何形式的装甲车或机械化部队。这种用法使得同时代的人或历史学家很难确定某个特定的演讲者是在讨论纯坦克部队、机械化联合兵种部队还是步兵机械化部队。
英国装甲车辆倾向于最大限度地提高机动性或防护性。骑兵和皇家坦克军团都需要速度快、装甲轻、机动性强的车辆——轻型和中型（或“巡洋舰”）坦克，以进行侦察和突击。实际上，“轻型坦克”通常是小型装甲运兵车。另一方面，扮演传统步兵支援角色的“陆军坦克营”则需要极重的装甲防护。由于这两个理论角色，火力在坦克设计中被忽视了。
在德军机械化的倡导者中，海因茨·古德里安将军可能是最具影响力的一位。1914年，古德里安使用无线电报机支援骑兵部队，这使他坚持在每辆装甲车上都配备无线电。到1929年，当许多英国装甲兵学生倾向于纯粹的装甲编队时，古德里安已经确信仅仅发展坦克是无用的，甚至将传统武器的某些部分机械化也是无用的。更加需要的是一种全新的、全兵种的机械化编队，以最大限度地发挥坦克的作用。
德国坦克并没有达到古德里安概念的标准。一号坦克实际上是一种机枪坦克，源自英国卡登·劳埃德坦克。二号坦克确实有一门20毫米火炮，但几乎没有装甲防护。1940年之前，这两种车一直是装甲部队的主体。
二十世纪二十年代，法国是世界上唯一拥有庞大装甲部队的国家。法国的理论将联合兵种视为所有其他武器系统协助步兵前进的过程。坦克被认为是“一种装甲步兵”，根据法律隶属于步兵军种。这样做至少有一个好处，那就是装甲不仅仅局限于坦克；法国军队将是机械化程度最高的军队之一。
然而，坦克本身首先被视为专门的突破系统，集中用于进攻：轻型坦克必须将其速度限制在步兵的速度内；重型坦克的目的是形成前沿的“冲击阵线”，以摧毁防线。该学说非常关注防御者的力量：火炮和空中轰炸必须摧毁机枪和反坦克炮。而包围阶段则被忽略了。尽管坦克是步兵部队的一部分，但实际上几乎集中在纯粹的坦克部队中，很少与步兵一起训练。
1931年，法国决定大批量生产装甲和其他装备，其中包括夏尔B1重型坦克。由埃斯蒂安在1920年代初研发的B1在15年后仍然是世界上最强大的坦克设计之一。1934年，法国骑兵也开始了机械化进程；坦克同样也得到了利用。
随着法国陆军在机械化领域不断前进，理论冲突开始发展。1934年，戴高乐中校出版了《迈向职业军队》。戴高乐倾向于建立一支专业的机械化部队，能够执行突破和开发阶段。他设想一个纯装甲旅以线性队形作战，后面跟着一支摩托化步兵部队进行扫荡。由于成本太高，他的想法没有被采用。
从1936年起，法国坦克生产加速，但理论问题依然存在，结果在1940年形成了一种僵化的结构，步兵和骑兵分别被部署入了不同类型的装甲师。
1920年代到1930年代初，米哈伊尔·图哈切夫斯基元帅领导的一批苏联军官提出了“纵深作战”的概念，协同使用常规步兵师、骑兵师、机械化编队和航空兵。利用苏联第一个五年计划的扩大生产设施以及部分来自美国发明家智威·克里斯蒂的设计特点，到1934年，苏联生产了5,000辆装甲车。如此丰富的装备使红军能够创建坦克组织，用于步兵支援和联合兵种、机械化作战。
1937年6月12日，苏联政府处决了图哈切夫斯基和他的八名高级军官，斯大林将其对苏联社会的清洗转向了最后一个有可能威胁到他的权力集团——红军。与此同时，苏联在西班牙内战中的经验让红军重新评估机械化。苏联坦克的装甲太薄，俄罗斯车组人员无法与西班牙军队沟通，而且在战斗中，坦克往往会超过支援的步兵和炮兵。
美国在装甲和机械化部队的发展方面则没有那么先进。与法国一样，第一次世界大战时缓慢的坦克供应以及坦克对步兵部队的从属地位阻碍了除直接步兵支援之外的任何角色的发展。。美国战争部最终于1922年4月发布的政策声明对坦克发展造成了严重打击。它反映了普遍的观点，指出坦克的主要任务是“协助步兵在攻击中不间断地前进”
战争部认为轻型和中型两种坦克应该能够完成所有任务。该轻型坦克可用卡车运输，总重不超过5吨。对于中型坦克来说，限制更加严格。其重量不超过15吨，以便使其在铁路平车、现有普通公路桥梁以及最重要的是可用的工兵浮桥的承重能力之内。
尽管试验性15吨坦克M1924已达到模拟阶段，但事实证明，这一尝试以及其他满足战争部和步兵规格的尝试并不能令人满意。事实上，建造一辆同时满足战争部和步兵要求的15吨车辆是根本不可能的。
1926年，总参谋部勉强同意开发23吨坦克，但明确表示将继续努力生产能令人满意的15吨坦克。步兵——其新任分部负责人驳回了一些坦克手的抗议，这些坦克手要求拥有更重型的武装和装甲的中型坦克——同时决定，一辆可通过卡车运输的轻型坦克最能满足步兵的要求。步兵对轻型坦克的关注以及用于坦克开发的资金有限，减缓了重型车辆的开发，并最终导致了第二次世界大战爆发时中型坦克的严重短缺。
智威·克里斯蒂是一位坦克、发动机和推进系统的创新设计师。尽管他的设计不符合美国陆军规格，但其他国家使用了他的底盘专利。尽管资金不足，军械部还是设法开发了几款实验性轻型和中型坦克，并在1929年测试了沃尔特·克里斯蒂的一款模型。这些坦克都没有被接受，通常是因为它们都超过了其他陆军部门制定的标准。
例如，有几款轻型坦克型号因超过了运输部队卡车的5吨载重能力而被否决，而几款中型坦克设计则因超过工程师设定的15吨桥梁重量限制而被否绝。克里斯蒂根本不愿与用户合作来满足军事要求，而是希望陆军为他想要建造的坦克提供资金。巴顿后来与约翰·沃尔特·克里斯蒂密切合作，改进了坦克的轮廓、悬架、动力和武器。
克里斯蒂坦克既能在履带上行驶，也能在大型实心橡胶轮胎转向架上行驶。履带可拆卸，以便在中等地形上使用轮子。另一个特色是由独立弹簧轮组成的悬挂系统。克里斯蒂拥有许多优势，包括一些令人惊叹的能力，在1929年，车轮行驶速度达到69英里每小时，履带行驶速度达到42英里每小时，尽管在这样的速度下坦克无法携带全部装备。对于步兵和骑兵来说，克里斯蒂是满足他们对快速、轻型坦克需求的最佳答案，他们对它的可转换性充满热情。
军械部虽然认识到了克里斯蒂的有用性，但认为它在机械上不可靠，而且这种两用设备通常违反了良好的工程实践。关于克里斯蒂坦克优缺点的争论持续了二十多年，直到1938年放弃了可转换原理。但克里斯蒂的思想对许多国家的坦克战术和部队组织产生了巨大影响，最后也对美国陆军产生了巨大影响。
在美国，装甲部队的真正起源是在1928年，也就是它正式成立的12年前，当时的战争部长德怀特·戴维斯指示在陆军中发展一支坦克部队。那年早些时候，作为英国演习的观察者，他对英国实验性装甲部队印象深刻。事实上这个想法并不新鲜。自第一次世界大战以来，骑兵和步兵中的一小群热心军官就一直在努力研究这种部队的理论。
随着装甲、武器、发动机和车辆设计的持续进步，机械化的趋势逐渐增强，马匹的军事价值下降了。机械化和机动化的支持者指出机动车辆工业的进步导致了马和骡子的使用的相应减少。此外，丰富的石油资源使美国在机器燃料需求方面拥有令人羡慕的独立地位。
戴维斯战争部长1928年关于发展坦克部队的指令导致了一支实验性机械化部队于1928年7月1日至9月20日在马里兰州米德营集结驻扎。合成兵种部队由步兵（包括坦克）、骑兵、野战炮兵、空军、工程兵、军械部、化学战部队和医疗队组成。1929年继续进行试验的努力因资金不足和设备陈旧而失败，但1928年的演习确实取得了成果，因为受命研究试验结果的战争部机械化委员会建议永久性地建立一支机械化部队。
作为1930年至1935年的陆军参谋长，道格拉斯·麦克阿瑟希望在整个军队中推进机动化和机械化。1931年底，所有兵种和军种都被指示“在可行和可取的范围内”采用机械化和机动化，并被允许进行必要的研究和实验。骑兵的任务是开发战斗车辆，以“增强其在侦察、反侦察、侧翼行动、追击和类似行动中的力量”。根据法律，“坦克”属于步兵军种，因此骑兵部队逐渐购买了一批“战斗汽车”、轻装甲武装坦克，这些坦克往往与较新的步兵“坦克”没有区别。
1933年，麦克阿瑟为即将到来的骑兵完全机械化奠定了基础，他宣称：“今天的马的机动性并不比一千年前更高。因此，骑兵部队必须取代或辅助马作为运输工具，否则就会陷入被废弃的军事编队的困境。”虽然马还没有被认为已经过时，但它的竞争正在迅速加剧，骑兵意识到自身可能的消亡，希望在骑兵部队中至少用速度更快的机器部分取代马匹。
1938年，战争部修改了1931年的指令，要求所有武器和军种采用机械化和机动化。此后，机械化的发展只能由两种作战兵种——骑兵和步兵来完成。另一方面，直到1938年，骑兵总长少将约翰·K·赫尔宣称：“我们决不能被误导，以为未经考验的机器可以取代久经考验的马，从而损害我们自己。”他赞成一支由骑兵和机械化骑兵组成的均衡部队。1939年，少将在国会委员会作证时，他坚持认为骑兵“经受住了战争的严峻考验”，而一些主张用机动部队来取代它的人却没有。
事实上，在两次世界大战之间，美国在坦克生产和坦克战术的理论方面上取得了很多进展，但在实践方面的进展却很少。生产仅限于少数手工制作的测试模型，其中1920年至1935年间仅生产了35辆。关于步兵使用坦克的问题，1939年的官方理论很大程度上重申了1923年的理论。它坚持认为，“通常，坦克被用来协助步兵步兵的前进，无论是在步兵突击梯队之前还是伴随着步兵突击梯队。”
20世纪30年代，美国陆军开始认真讨论将坦克和飞机纳入现有理论，但美国陆军仍然是一支以步兵为中心的陆军，尽管已经发生了足够的变化，值得认真研究。1940年春，在乔治亚州和路易斯安那州进行的演习中，巴顿担任裁判，演习表明了美国陆军将军小阿德纳·霞飞对美国装甲理论的发展起到了巨大的推动作用。

## 第二次世界大战期间

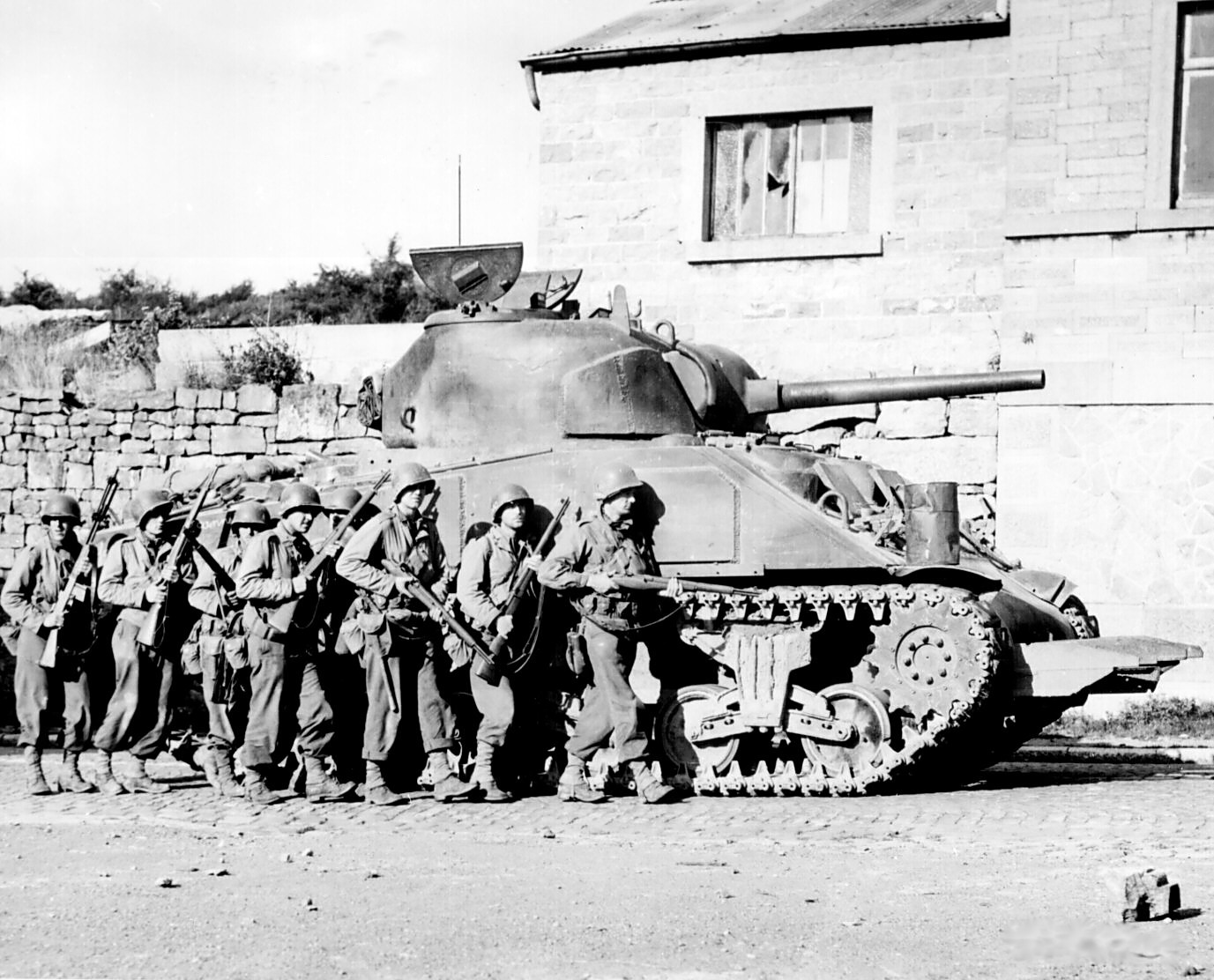
改装后的谢尔曼坦克（见前面的树篱切割机），掩护步兵，比利时，1944年

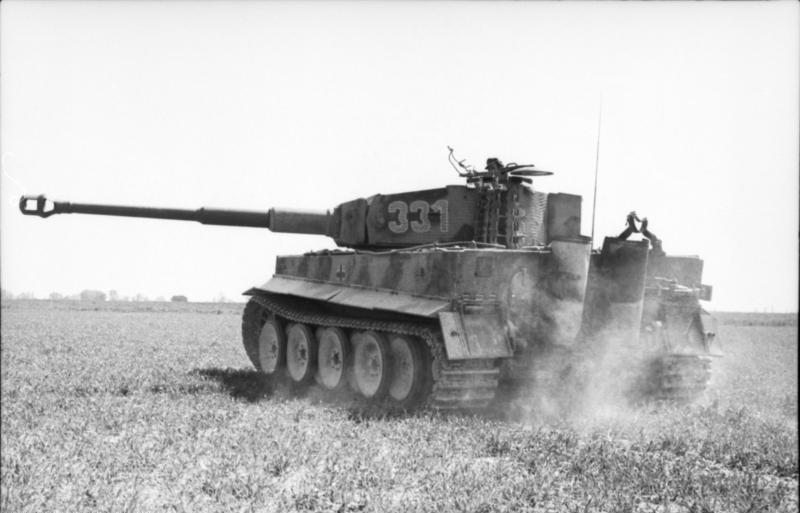
武装党卫队的虎I坦克，法国

第二次世界大战迫使军队将各个级别的所有可用兵种整合成一支机动灵活的部队。机械化合成部队就是在这场战争中成熟起来的。1939年，大多数军队里的装甲师就是一群坦克辅以相对有限的其他兵种支援。而到1943年，军队的装甲师已成为不同兵种和军种的平衡搭配，每个单位都必须像它们所搭档的坦克一样具有机动性，以及几乎相同的防御力。这种将机械化部队集中在少数机动师的做法，使普通步兵部队缺乏装甲来配合发动攻击。因此，德国、苏联和美国军队开发了许多坦克替代品，例如坦克歼击车和突击炮，以与步兵合作执行这些功能。
然而，大多数军队的装甲专家都决定避免将坦克与步兵绑定，因为无论如何，坦克都是一种极其复杂、昂贵、因而稀缺的武器。在战争的大部分时间里，英国坚持双轨发展，保留步兵坦克来支援步兵，保留更轻、机动性更强的巡洋坦克来组成独立装甲部队。苏联人同样生产了一系列重型突破坦克。
战争期间，德国坦克设计至少经历了三代，并且不断发生细微变化。第一代包括Panzerkampfwagen（或Panzer）I和II等战前车辆，类似于苏联和英国的轻型坦克。1940年法国战役后，德国人将其坦克营大部分改装为三号和四号中型坦克。直到1941年德国人才了解到了新一代的T-34和KV-1苏联坦克，这迫使他们加入了一场争夺更高级装甲和火炮威力的竞赛。
第三代包括许多不同的变体，但最重要的设计是黑豹（Panzer V）和虎式（Panzer VI）坦克。不幸的是，对于德国人来说，资源匮乏，加上对防护和火力的重视，以及装甲战车设计的几乎每个部分都倾向于过于复杂的设计理念，最终影响了坦克的生产数量。然而，三号坦克的突击炮型改造，三号突击炮，将成为德国在战争期间生产的所有类型中产量最多的装甲战斗车辆，共超过了9,300辆，这种流行的设计非常有效地履行了专用反坦克车辆的职责。
坦克设计不断变化的替代方案是，即使技术有了新的进步，也要标准化一些基本设计并批量生产它们。这是德国主要敌人的解决方案。例如，苏联T-34是一种出色的基本设计，仅在武器上进行了一项重大改变，即从76.2毫米主炮改为85毫米主炮，就在战争使用到了最后。
美国比苏联更有理由进行标准化和大规模生产。通过专注于机械可靠性，美国能够生产出运行时间更长且维修零件更少的车辆。为了确保美国坦克与美国桥梁设备兼容，陆军部将坦克宽度和最大重量限制为了三十吨。直到1944年底，军队才放宽了这些要求。
1940年德国入侵西欧时，美国陆军只有28辆新坦克——18辆中型坦克和10辆轻型坦克——而且这些坦克很快就被淘汰，还有大约900辆旧型号。陆军没有重型坦克，也没有可立即实现的计划。比坦克短缺更严重的是工业界缺乏坦克制造经验，生产设施也极为有限。此外，美国还致力于帮助其盟友供应物资。到1942年，美国坦克产量已飙升至近25,000辆，几乎是当年英国和德国总产量的两倍。而1943年是坦克生产的高峰年，总数为29,497辆。总之，从1940年到1945年，美国共生产了总计88,410辆坦克。
第二次世界大战的坦克设计基于许多复杂的考虑因素，但主要因素是那些被认为最符合实战经验的因素。其中，早期的战斗证明，更大的坦克并不一定是更好的坦克。开发目标是将所有经过验证的特性以适当的平衡结合起来的坦克，其重量和尺寸只是附带的关系。关键特性是机械可靠性、火力、机动性和防护性。
这里的问题是，仅仅稍微增加装甲板的厚度就会大大增加坦克的总重量，从而需要功率更大、更重的发动机。这反过来又导致了更大、更重的传动和悬架系统。正是这种旨在升级坦克最重要特性的“恶性循环”往往会使坦克的机动性降低、速度变慢、成为更大且更容易攻击的目标。与其他因素相平衡，确定达到最佳装甲厚度的点是一项挑战，因此提出了许多解决方案，也产生了许多分歧。
中将莱斯利·J·麦克奈尔，总司令部参谋长，后来担任陆军地面部队司令，认为对付更大的敌方坦克的答案是更强大的火炮，而不是增加尺寸。
由于1940年和1941年间使用武器的重点是轻型坦克，因此它们的产量最初几乎是中型坦克的两倍。但到了1943年，随着对更强大坦克的需求增长，轻型坦克逐渐落后，到1945年，轻型坦克的生产数量还不到中型坦克数量的一半。
1945-46年，美国欧洲战区总委员会对过去和未来的组织进行了详尽的审查。坦克歼击车被认为过于专业化，不适合和平时期的部队结构。美国陆军一反以往的理论，得出结论：“中型坦克是最好的反坦克武器”。尽管这样的说法可能是正确的，但它忽略了设计一种能够超越并击败所有其他坦克的坦克的难度。

## 冷战
冷战时期，华约国家和北约国家在欧洲对峙。

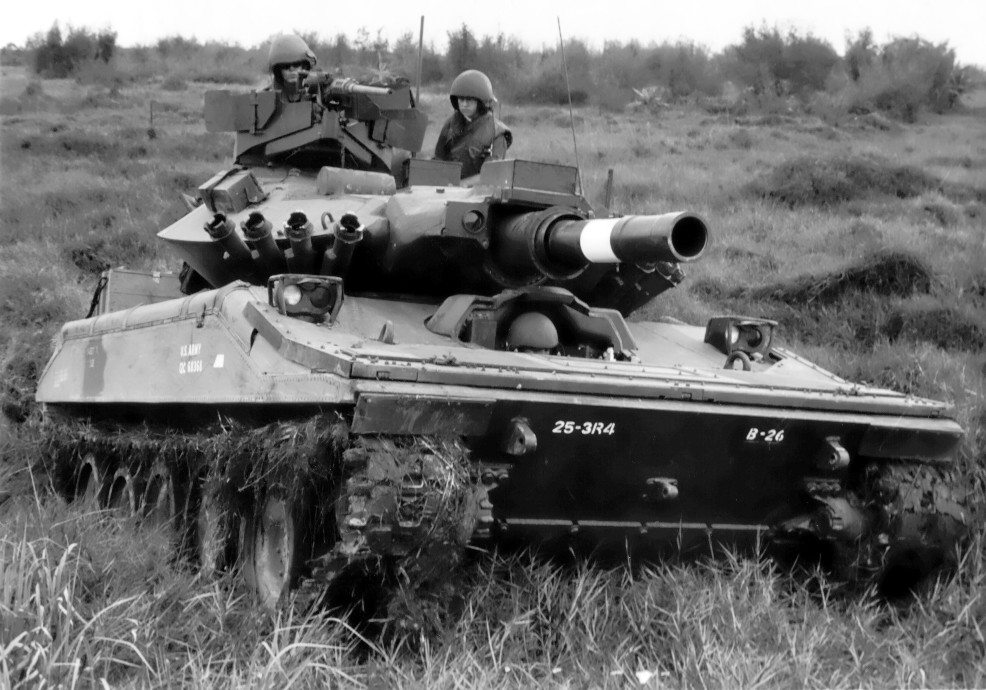
美国M551谢里登于1969年至1997年间投入使用。

苏联对华约的主宰地位导致了一些坦克设计的有效标准化。相比之下，北约的重要国家，法国、德国、美国和英国都开发了自己的坦克设计，几乎没有共同点。
二战后，坦克的发展仍在继续。坦克不仅继续大量生产，而且技术也显着进步。中型坦克变得更重，装甲更厚，火力更强。这逐渐导致了主战坦克的概念的产生以及重型坦克的逐渐淘汰。随着炮弹设计和效能的进步，火炮技术的各个方面也发生了重大变化。
坦克设计的许多变化都是针对瞄准和测距（火控）、火炮稳定性、通信和乘员舒适度的改进。装甲的发展是为了跟上武器装备的改进步伐——复合装甲的兴起尤其值得注意——而火炮的威力也变得愈发强大。然而，基本的坦克结构并没有发生重大变化，并且进入21世纪以来基本保持不变。

## 后冷战

俄罗斯黑鹰的主要特征

1991年冷战结束后，人们再次开始质疑传统坦克的实用性。多年来，许多国家削减了坦克数量，或用仅有最低限度装甲防护的轻型装甲战车替换了大部分坦克。
超级大国集团解体后，俄罗斯和乌克兰的军工现在正在全球范围内竞相出售坦克。印度和巴基斯坦对旧坦克进行了升级，并从前苏联国家购买了新型T-84和T-90。两国都展示了原型机，但这些原型机并非为供本国使用，而是专门为在公开市场上与最新的西方产品相竞争而设计的。
乌克兰开发的T-84主战坦克可发射北约120毫米弹药和反坦克导弹。它有一个带有自动装弹机的新型炮塔，但模仿了西方的设计，同时带有装甲弹药舱，以提高乘员的生存能力。
俄罗斯黑鹰主战坦克基于加长的T-80车体。1997年在第二届VTTV-Omsk-97国际军备展览会上首次展示的早期模型，似乎拥有更重的装甲，以及将乘员和弹药分开的全新现代炮塔。该原型机装配125毫米坦克炮，但据称可搭载新式152毫米炮。据传俄罗斯正在开发配备了遥控炮塔的T-95主战坦克以用于本国服役。
意大利的公羊坦克是最新列装的全新主战坦克之一，交付时间为1995年至2002年。该坦克的尺寸与历史上第一辆坦克几乎相同，均为8英尺（2.4）高。马克 I 的长度约为9.9米（车体），公羊的长度为7.6/9.52米（车体/车体+火炮）。然而，公羊的重量超过前者一倍，而行驶速度则快十倍，54,000公斤对比25,401公斤和40英里每小時（64每小時）对比4英里每小時（6.4每小時）。
许多军队已考虑将坦克完全裁撤，恢复使用轮式反坦克炮和步兵战车（IFV）的混合搭配，但总的来说还是存在很大阻力，因为所有大国仍然都保留有大量坦克在现役部队或预备役部队之中，而目前还没有经过验证的替代方案。直到最近，坦克在冲突中仍有着相对良好的记录。
坦克仍然容易受到多种反坦克武器的攻击，并且比轻型车辆对后勤的要求更高，但这些特征同时也是历史上第一批坦克的。在直接火力作战中，它们提供了地面作战系统中无与伦比的高生存能力和火力组合。这种组合与其成本是否成正比尚有争议，因为还存在非常有效的反坦克系统、步兵战车以及来自空基对地攻击系统的竞争。
由于易受RPG的攻击，坦克一直有依靠机枪进行局部防御。这在某些情况下部分解决了一些问题，但同时也产生了另一些问题。由于机枪必须由车长在坦克外操作，这使得他极易受到敌军攻击。为了解决这个问题，人们制作了枪盾以减少此类威胁，但这并没有彻底解决问题。因此，随着M1A2坦克城市生存套件的开发，遥控机枪最终也得以安装。这些坦克成为了第一批拥有遥控机枪的主战坦克。类似机枪的其他例子也曾出现过，例如M60A2上的20毫米遥控机炮。这种名为CROWS（通用远程操作武器站）的远程机枪解决了操作机枪时敌方火力对指挥官造成威胁的问题。它还可以配备可选的榴弹发射器。
本世纪坦克的主要发展之一是主动防护系统。直到15年前，装甲（反应式或被动式）还是对抗反坦克武器的唯一有效措施。而最新的主动防御系统（包括以色列TROPHY、铁拳和俄罗斯竞技场）即使面对火箭弹和导弹齐射也能提供高生存能力。如果这些系统进一步发展并集成到当代坦克和装甲车队中，装甲—反坦克方程式将彻底改变，21世纪的坦克在作战能力方面也将全面复兴。

### 註腳
1. ↑  Gudmundsson 2004，第35頁.
2. ↑  Williamson Murray, "Armored Warfare: The British, French, and German Experiences," in Murray, Williamson; Millet, Allan R (编). . New York: Cambridge University Press. 1996: 6. ISBN 0-521-63760-0.
3. ↑  Collision of empires Arnold D. Harvey p.381
4. ↑  Moon, Francis C. (2007). The Machines of Leonardo da Vinci and Franz Reuleaux, Kinematics of Machines from the Renaissance to the 20th Century. Springer. ISBN 978-1-4020-5598-0
5. ↑  Sedlar, Jean W. (1994), A history of East Central Europe: East Central Europe in the Middle Ages （页面存档备份，存于）, University of Washington Press. p. 234. ISBN 0-295-97290-4
6. 1 2 3 4 5 6 7 8 9 10 11  Fletcher, David; Crow, Duncan; Duncan, Maj Gen NW. . Cannon Books. 1970. ISBN 1-899695-02-8.
7. 1 2  Gougaud 1987，第99–100頁.
8. ↑  Fletcher, David. . Profile Publications. January 1, 1970. ASIN B002MQY6BE.
9. ↑  Wells, H.G. . The Strand Magazine. 1903, 23 (156): 751–769  [2023-08-19]. （原始内容存档于2023-04-07）.
10. ↑  Wells, H.G. . London, England: Cassell & Co. 1917: 160–161.
11. ↑  (Wells, 1903), p. 760.
12. ↑  See:
13. ↑  Holt, Benjamin, "Traction engine," （页面存档备份，存于） U.S. Patent no. 874,008 (filed: 1907 February 9; issued: 1907 December 17).
14. ↑  . （原始内容存档于2012-10-17）.
15. ↑   (PDF). Production Technology. 2008-09-25  [2010-02-24]. （原始内容 (PDF)存档于2009-11-04）.
16. ↑  Backus, Richard. . Farm Collector (Gas Engine Magazine). August–September 2004  [2010-02-04]. （原始内容存档于2009-08-22）.
17. 1 2  Pernie, Gwenyth Laird. . March 3, 2009. （原始内容存档于August 3, 2012）.
18. ↑  .   [25 February 2010]. （原始内容存档于6 March 2016）.
19. ↑  . 2007  [2010-02-24]. （原始内容存档于2007-04-19）.
20. ↑  . The New York Times. 16 September 1916: 1  [2023-08-19]. （原始内容存档于2016-01-25）.
21. ↑  Jay P. Pederson, editor.  63. Farmington Hills, Michigan: St. James Press. 2004  [2023-08-19]. ISBN 1-55862-508-9. （原始内容存档于2010-07-15）.
22. ↑  Gudmundsson 2004，第38頁.
23. ↑  Gudmundsson 2004，第187頁.
24. ↑  Gougaud 1987，第104頁.
25. ↑  Gougaud 1987，第106–8頁.
26. ↑  Gougaud 1987，第108頁.
27. ↑  Gougaud 1987，第109頁.
28. ↑  Gougaud 1987，第102–11頁.
29. 1 2  Gougaud 1987，第111頁.
30. ↑  世界装甲战车
31. ↑  Gougaud 1987，第119頁.
32. 1 2  Gougaud 1987，第124頁.
33. ↑  Gougaud 1987，第128頁.
34. ↑  Gougaud 1987，第130頁.
35. 1 2 3  .   [27 February 2010]. （原始内容存档于4 December 2009）.
36. 1 2 3 4  Swinton, Ernest. . Ayer Publishing. 1972 [1933]. ISBN 978-0-405-04594-3.
37. 1 2  Venzon, Anne Cipriano. . Taylor & Francis. 1999. ISBN 978-0-8153-3353-1.
38. 1 2 3  Dowling, Timothy C. . Abc-Clio. 2005. ISBN 978-1-85109-565-0.
39. ↑  Van Lee, Vin Rouge, Vin Blanc, Beaucoup Vin, the American Expeditionary Force in WWI p.162
40. ↑  Harris 1995，第23–24頁.
41. ↑  Harris 1995，第27–28頁.
42. 1 2  Harris 1995，第29頁.
43. 1 2 3  Harris 1995，第30頁.
44. ↑  Gougaud 1987，第216頁.
45. ↑  Fletcher, David British Mark I Tank 1916 New Vanguard No. 100 Osprey Publishing 2004, p.12
46. ↑  Gougaud 1987，第102–111頁.
47. ↑  Joseph Brinker. . Popular Science. Vol. 93 no. July. 1918: 58–60.
48. ↑  Stern, Albert Gerald. . London: Hodder & Stoughton. 1919: 39.
49. ↑  Over My Shoulder; The Autobiography of Major-General Sir Ernest D. Swinton. 1951 [页码请求]
50. ↑  Tanks 1914–1918; The Log Book of a Pioneer. Hodder & Stoughton, 1919, et al. [页码请求]
51. ↑  Svirin, Mikhail.   [Tank Power of the USSR]. Moscow: Yauza, Eksmo. 2009: 15–17. ISBN 978-5-699-31700-4 （俄语）.
52. ↑  Kholyavsky, Gennady.   [Encyclopedia of Tanks]. Minsk: Kharvest. 1998: 25. ISBN 985-13-8603-0 （俄语）.
53. ↑  Tucker 2004，第24-25頁.
54. ↑  Tucker & Roberts 2005.
55. ↑  For Chaffee's innovations regarding armoured warfare, see:

### 文獻
- U.S. Army Armor School. US ARMY ARMOR IN VIETNAM. Special Text 17-1-3. Fort Knox, Kentucky, October 1970.
- Starry, Donn, A. General. Mounted Combat in Vietnam. Vietnam Studies. Department of the Army. Washington, D.C., 1978.
- Dwyer, Gray E. . The Argus. 9 August 1924: 6, col. A  [2010-04-03]. （原始内容存档于2023-08-19）.
- Macksey and John H. Batchelor, Kenneth. . New York: Charles Scribner's Sons. 1970.
- Zaloga and James Grandsen, Steven J. . London: Arms and Armour Press. 1984. ISBN 0-85368-606-8.
- Tucker, Spencer. . ABC-CLIO. 2004. ISBN 1-57607-996-1.
- Tucker, Spencer; Roberts, Priscilla Mary (编). . ABC-CLIO. 2005. ISBN 1-85109-420-2.
- Gudmundsson, Bruce I. . Greenwood Publishing Group. 2004. ISBN 0-275-95019-0.
- Gougaud, Alain. . Musée des Blindés. 1987. ISBN 2-904255-02-8.
- Harris, J. P. . Manchester: Manchester University Press. 1995. ISBN 978-0-7190-4814-2.
- Fletcher, David. . Duncan Crow and Maj. Gen. N. W. Duncan. Cannon Books. 1998. ISBN 1-899695-02-8.